# Saint-Riquier-en-Rivière
Saint-Riquier-en-Rivière è un comune francese di 164 abitanti situato nel dipartimento della Senna Marittima nella regione della Normandia.

## Società

### Evoluzione demografica
Abitanti censiti